# Geoffrey Fisher
Geoffrey Francis Fisher, barón Fisher de Lambeth (5 de mayo de 1887 – 15 de septiembre de 1972), fue un profesor y clérigo de la Iglesia de Inglaterra. Fue arzobispo de Canterbury de 1945 a 1961.

## Antecedentes
Geoffrey fue educado bajo una formación anglicana, estudiando en el Marlborough College y en Exeter College, Oxford. Fue maestro asistente en el Marlborough College, cuando decidió ordenarse para convertirse en sacerdote en 1913. En esos momentos las escuelas públicas inglesas estaban estrechamente vinculadas con la Iglesia de Inglaterra, y no era raro que los maestros fueran miembros de órdenes religiosas.
En 1914, Fisher fue nombrado director de Repton School, sucediendo a William Temple, que fue después Arzobispo de Canterbury. Fisher se casó con Rosamond Forman, hija de Arthur Forman, profesor de Repton y jugador de cricket de Derbyshire.
En 1932, Fisher fue nombrado obispo de Chester, y en 1939 fue nombrado obispo de Londres.

## Nombramiento como arzobispo de Canterbury
En 1942, Cosmo Lang era arzobispo de Canterbury. Había sucedido a William Temple. Temple era un entusiasta de la doctrina social de la Iglesia, y la opinión pública preveía grandes cambios en el período de posguerra. No obstante, cuando Temple murió en 1944 algunos[¿quién?] consideraron que el sucesor más adecuado sería George Bell, obispo de Chichester. Sin embargo, finalmente, fue designado Fisher.
El nombramiento de los obispos en la Iglesia de Inglaterra está, finalmente, en manos del primer ministro. A Sir Winston Churchill le disgustaba la política de Temple, pero aceptó el consejo de Cosmo Lang, de que Temple era la figura más destacada y de que nadie más podía ser considerado seriamente. Esta vez, sin embargo, la situación fue menos clara. Se asumió posteriormente de que George Bell desestimado debido a sus críticas en la Cámara de los Lores sobre las estrategias de bombardeo. Temple había considerado, al parecer, a Fisher como su obvio sucesor.

## Arzobispo de Canterbury
Fisher se esforzó en revisar el derecho canónico de la Iglesia de Inglaterra. Los cánones de 1604 se encontraban todavía en vigor. 
Presidió el matrimonio de la princesa Isabel y, después, su coronación en 1953 como la reina Isabel II. La coronación fue televisada por primera vez. Se le recuerda por su visita al papa Juan XXIII en 1960, la primera reunión entre un arzobispo de Canterbury y un papa desde la Reforma Inglesa, y un hito ecuménico. 
Fisher fue un masón comprometido con la causa. Muchos de los obispos de la Iglesia de Inglaterra en su época eran también miembros de la masonería. Fisher sirvió como gran capellán de la Gran Logia Unida de Inglaterra.

## Sucesor
Fisher se retiró en 1961. Informó al primer ministro, Harold Macmillan, de que no consideraba a Michael Ramsey, quien había sido su alumno en Repton, como un sucesor adecuado. Ramsey transmitió al reverendo Victor Stock la conversación que Fisher tuvo con Macmillan. Fisher dijo,
He venido a darle algunos consejos acerca de mi sucesor. El que usted elija, en ningún caso debe ser Michael Ramsey, arzobispo de York. El Dr. Ramsey es un teólogo, un erudito y un hombre de oración. Por lo tanto, es totalmente inadecuado para ser arzobispo de Canterbury. Lo conozco de toda mi vida. Yo fui su director en Repton.
Macmillan contestó:

Puede que usted haya sido director del Dr. Ramsey, pero no es el mío.

## Retiro
Fisher, de conformidad con la Life Peerages Act de 1958, fue nombrado par vitalicio, con el título de Barón Fisher de Lambeth, de Lambeth en el condado de Londres, por el palacio de Lambeth, residencia londinense del arzobispo. 